# Genre humain (Brigitte Fontaine)
Pour les articles homonymes, voir Genre humain.
 (octobre 2012).
Si vous disposez d'ouvrages ou d'articles de référence ou si vous connaissez des sites web de qualité traitant du thème abordé ici, merci de compléter l'article en donnant les références utiles à sa vérifiabilité et en les liant à la section « Notes et références ».
Albums de Brigitte Fontaine
French corazon
(1988) Les Palaces
(1997)
Genre humain est le onzième album de Brigitte Fontaine, sorti en 1995.
Produit en partie par Yann Cortella et Areski Belkacem, mais aussi par Étienne Daho, Arnold Turboust et Les Valentins, il marque la renaissance artistique et le retour au succès de Brigitte Fontaine, qui sort dans la foulée un recueil de ses chansons sous le même titre.
L'album contient une reprise de Comme à la radio, un classique de 1969, et Le Train deux-mille-cent-dix recycle une musique d'Areski Belkacem utilisée dans les années 1970. Genre humain s'ouvre sur La Femme à barbe, qui n'est pas sans évoquer les symbolistes du XIXe siècle[réf. nécessaire], et continue avec Genre humain, qui mêle science-fiction et métaphysique. Intérieur nuit s'intéresse aux religions disparues à travers la figure d'une fée. Si Belle abandonnée suscite, sur le mode nostalgique, un monde imaginaire, Il se mêle à tout ça s'inspire d'un épisode autobiographique de l'artiste, de même que Hammam en plein air qui anticipe La cour sur son album suivant. Conne, qui sample la Messe pour le temps présent de Pierre Henry, dénonce les travers d'une société dont les comportements sont dictés par les médias. J'adore pas, qui clôt l'album, est une improvisation sur une idée d'Étienne Daho. Le Magnum et Dans la cuisine font également partie de l'album.

## Titres
| No  | Titre                                          | Durée |
| --- | ---------------------------------------------- | ----- |
| 1.  | La Femme à Barbe (composé par Jacques Higelin) | 7:32  |
| 2.  | Genre humain                                   | 4:20  |
| 3.  | Le Magnum                                      | 3:18  |
| 4.  | Conne                                          | 3:39  |
| 5.  | Belle abandonnée                               | 3:30  |
| 6.  | Dans la cuisine                                | 3:38  |
| 7.  | Comme à la radio                               | 5:50  |
| 8.  | Intérieur nuit                                 | 3:07  |
| 9.  | Hammam en plein air                            | 2:31  |
| 10. | Le Train deux-mille-cent-dix                   | 2:18  |
| 11. | Il se mêle à tout ça                           | 3:05  |
| 12. | J'adore pas                                    | 2:47  |